# الكتاب الأحمر للهربس
الكتاب الأحمر للهيربس (بالويلزية: Llyfr Coch Hergest) هو مخطوطة كبيرة مكتوبة بعد عام 1382 بفترة وجيزة، والتي تعتبر واحدة من أهم المخطوطات في العصور الوسطى المكتوبة باللغة الويلزية. يحافظ على مجموعة من النثر والشعر الويلزي، ولا سيما حكايات مابينوجيون وشعر جوجينفيرد. اشتق اسم المخطوطة من لون غلافها الجلدي وارتباطها بمحكمة هيرست بين أواخر القرن الخامس عشر وأوائل القرن السابع عشر.
كُتبت المخطوطة بين عامي 1382 و 1410. تم التعرف على أحد الناسخين العديدين المسؤولين عن المخطوطة على أنه هيويل فيتشان ابن هيويل غوتش من بويلت. من المعروف أن هوبسن اب توماس اب اينين (حوالي 1330-1403) من سونا، قد نجح وتم تجميع المخطوطة لهوبسين.

## المحتوى

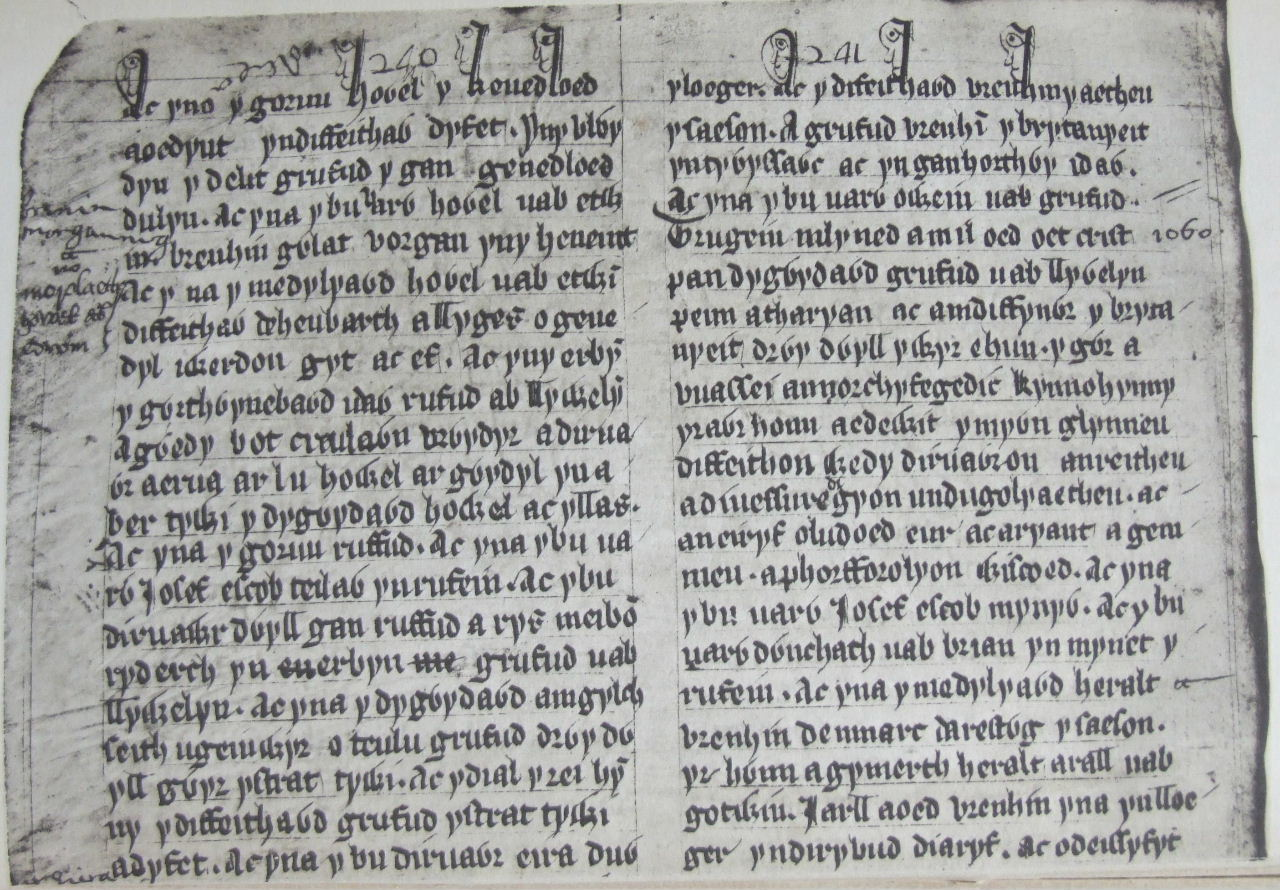
كتاب هربس الأحمر، الأعمدة 240 - 241.

يحتوي الجزء الأول من المخطوطة على نثر، بما في ذلك مابينوجيون، والذي يعد أحد مصادر المخطوطة، وحكايات أخرى، ونصوص تاريخية (بما في ذلك الترجمة الويلزية لـ جيفري أوف مونماوث النص الكامل وكتاب اليوم الأخير)، ونصوص أخرى متنوعة بما في ذلك سلسلة من الثلاثيات. تحتوي بقية المخطوطة على شعر، خاصة من فترة شعر البلاط المعروفة باسم شعر الأمراء (الويلزية: جوجينفيرد أو بيردد). يشبه الكتاب الأحمر في محتواه الكتاب الأبيض لـ ريدرتش، والذي كان من المفترض أحيانًا أن يكون نسخة منه. يُعتقد الآن أن كلاهما ينحدر من سلف مشترك مفقود أو أسلاف.
تحتوي المخطوطة أيضًا على مجموعة من العلاجات العشبية المرتبطة بـ دكتور ريوالون، مؤسس سلالة طبية استمرت أكثر من 500 عام - «أطباء مدفاي» من قرية مدفاي خارج لاندوفري.

## التأثير
استعار جي آر آر تولكين عنوان الكتاب الأحمر لوستمارش، المصدر الأسطوري المتخيل لحكايات تولكين.

## قراءات إضافية
- Charles-Edwards، G. (1989–90). "The Scribes of the Red Book of Hergest". National Library of Wales Journal. ج. 21: 246–56.
- Evans، J. Gwenogvryn (1902). Report on Manuscripts in the Welsh Language. 2 vols. London. ج. 2. ص. 1–29.{{استشهاد بكتاب}}:  صيانة الاستشهاد: مكان بدون ناشر (link)
- Evans، J. Gwenogvryn (1911). The Poetry in the Red Book of Hergest. Llanbedrog.{{استشهاد بكتاب}}:  صيانة الاستشهاد: مكان بدون ناشر (link)
- Huws, Daniel (2003). "Llyfr Coch Hergest". In R. Iestyn Daniel; et al. (eds.). Cyfoeth y Testun: Ysgrifau ar Lenyddiaeth Gymraeg yr Oesoedd Canol (بالويلزية). Cardiff: Gwasg Prifysgol Cymru. pp. 1–30.
- Huws، Daniel (2000). Medieval Welsh Manuscripts. Cardiff: University of Wales Press. ISBN:0-7083-1602-6.
- Morgan، Prys (1978). "Glamorgan and the Red Book". Morgannwg. ج. 22: 42–60.
- Rowlands, Eurys I. (1962–1963). "Nodiadau ar y traddodiad moliant a'r cywydd". Llên Cymru (بالويلزية). 7: 217–43.

## روابط خارجية
- الكتاب الأحمر من هربس، أو كلية جوسيس MS. 111. الصور بالألوان الكاملة متوفرة على Digital Bodleian.
- سجل الكتالوج لـ كلية جوسيس MS. 111
- ماري جونز، موسوعة سلتيك: Llyfr Coch Hergest (الإدخال في المخطوطة)
- ماري جونز، مجموعة الأدب السلتي: Llyfr Coch Hergest (المحتويات والترجمات)
- الجمعية الطبية البريطانية - ويلز والطب